# Rosa Galobardes Alsina
Rosa Galobardes Alsina   (Sant Llorenç de Morunys, 12 de juny de 1934 - Olesa de Montserrat, 13 de desembre de 2011) fou una dona compromesa i activista social. Molt vinculada al barri del Guinardó de Barcelona on va desenvolupar la seva tasca a favor de la formació de les dones.

## Biografia
Als 12 anys la familia es trasllada a Manresa. Va treballar en una fàbrica textil i a les nit estudiava comerç. Durant aquests anys pertanyia a Acció Catòlica (Hermandad Obrera de Acción Católica) i més endavant a la JOC (Joventut Obrera Cristiana)
El 1958 es traslladà a viure al barri del Guinardó de Barcelona on va desenvolupar la seva tasca social. Als 24 anys es va casar. Va tenir 2 fills i 3 filles. Al 1960, com a conseqüència d'un incendi a una fàbrica del barri va començar a reivindicar que les fàbriques del Guinardó es traslladessin als afores de la ciutat.
Més endavant com a simpatitzant de la JOC i conscient de la situació de descriminació de les dones i que no tenien temps per a elles mateixes va contactar amb mossèn Sardà, rector de la parròquia de la Mare de Déu de Montserrat i li va demanar un local per poder obrir un centre. Va establir contacte amb dones catòliques voluntàries per educar les dones més humils. Per poder obrir el centre va anar a Madrid (ja havia sigut mare per cinquena vegada) a fer un curs d'animadores culturals i així poder portar endavant aquesta tasca. En tornar de Madrid va crear el Centre de Cultura Popular Montserrat l'any 1966.
Gràcies a la seva valentia, coratge, compromís i inconformisme davant la situació que van viure les dones durant la dictadura franquista el Centre de Cultura Popular Montserrat i ella mateixa com a fundadora va obrir un camí d'esperança per a moltes dones del barri del Guinardó.
Des del 10 de març de 2023, té un plaça dedicada a ella al barri del Guinardó, en la confluència del Carrer Teodor Llorente amb Carrer Garrotxa